# Ориксы
О́риксы или сернобыки́ (лат. Oryx) — род из подсемейства саблерогих антилоп. Представители этого рода изначально населяли все пустынные и полупустынные территории Африки и Аравийского полуострова. Оба пола этих крупных антилоп носят длинные рога, а также располагают характерной чёрной окраской морды. Рога у самцов расположены ближе друг к другу, чем у самок. Примечательно, что рогами у ориксов обладают даже новорождённые детёныши (длина их рогов составляет около 5 сантиметров), что нетипично для полорогих.

## Особенности физиологии
Ориксы приспособлены к долгому существованию без воды. Как и у верблюдов, их температура тела может значительно превышать средние для млекопитающих показатели в 38 °С. Орикс в состоянии провести восемь часов без воды при температуре 45 °С, повышая температуру тела до 45 °С. До сих пор не выяснено, каким образом это не вредит обмену веществ. Из-за своей непритязательности и особого умения приспособляться к крайне неблагоприятным условиям для жизни орикс избран геральдическим животным Намибии, а также изображён на эмблеме Катарских авиалиний.

## Виды
К роду ориксов относятся виды:
- Обыкновенный орикс (Oryx gazella)
- Сахарский орикс (Oryx dammah)
- Аравийский орикс (Oryx leucoryx)
- Восточноафриканский орикс (Oryx beisa)

Восточноафриканского орикса (Oryx beisa) некоторые исследователи считают одним из подвидов аравийского орикса.

## Угрозы
Ввиду интенсивной охоты сахарский и аравийский ориксы являются весьма редкими и находятся под угрозой вымирания. В 1972 году аравийский орикс, живший на воле, был истреблён и сохранился лишь в зоопарках. Позже были предприняты усилия по его повторному внедрению в дикую природу. В настоящее время аравийский орикс обитает в Омане, Саудовской Аравии, ОАЭ и Израиле. Сахарский орикс считается вымершим в дикой природе. Представители вида содержатся в достаточно большом количестве в неволе. Предпринимаются усилия по реинтродукции вида в дикой природе. Небольшие стада содержатся в заповедниках в Тунисе, Сенегале и Чаде.